# Куджирский механический завод
Ку́джирский механи́ческий заво́д (рум. Uzina Mecanică Cugir) — румынское предприятие производящее стрелковое оружие и боеприпасы, структурное подразделение компании Romarm. До 1989 года являлось одним из самых крупных предприятий жудеца Алба.

## История
В 1799 году при Габсбургах в Куджире был построен металлургический завод.

В 1920 году австрийское общество STEG (нем. Österreichische Staats Eisenbahn Geseellschafts) вело с румынским правительством переговоры об основании «Заводов и земель Решица» (рум. Uzinele şi Domeniile Reşiţa, UDR). 21 марта 1925 года в Париже подписывается договор о создании общества Copşa Mică-Cugir (СМС), между Румынией, в лице министра коммерции и промышленности, английской компанией Vickers Armstrong представленной президентом Дугласом Виккерсом (Douglas Vickers) и обществом UDR в лице Адальберта Вейдта (Adalbert Veidt). После этого, в 1926 году, произошло расширение завода, были построены новые цеха, завод начал производство деталей и компонентов артиллерийских систем. В 1928 году строительство нового завода Куджир, в которое было вложено 600 млн лей, практически завершается.
В 1934 году общество СМС начинает сотрудничество с чехословацкой компанией «Збройовка Брно», завод в Куджире переориентируется на производство стрелкового оружия (винтовки системы Маузер и ручные пулемёты ZB vz. 30) и боеприпасов (патроны 7,92 мм). Уже в следующем, 1935 году, завод получает первый крупный заказ от правительства Румынии на производство 5000 пулемётов и 90 млн патронов.
15 декабря 1937 года на заводе состоялась встреча прибывших туда инкогнито короля Кароля II и его 15-летнего сына наследного принца Михаем с председателем правления генералом Самсоновичи и директором Кристеску..
В 1939 году контроль над «Збройовка Брно» получает немецкий концерн «Герман Геринг Верке», который таким образом становится совладельцем завода в Куджире. В 1940—41 годах начинается производство первого образца стрелкового оружия румынской разработки — 9-мм пистолета-пулемёта «Орита».
После войны завод перешёл на выпуск в основном копий советских образцов оружия
Гражданский ассортимент продукции, был, в основном, представлен швейными и стиральными машинами. Среди получивших известность марок — производившиеся с 1980 «Automatic» и «Automatic Super» (стоившая тогда 4800 лей); Diamant 400 и 550t (1994), Albalux (с 2008 года).
После революции 1989 года заводу пришлось пройти через ряд экономических проблем, в результате которых численность работников снизилась с 18 000 человек в 1989 году, до примерно 1000 в 2008.
В 2004 из UM Cugir была выделена «Куджирская оружейная фабрика» (Fabrica de Arme Cugir), к которой отошло производство лёгкого стрелкового оружия (некоторые модели производятся на обоих заводах), тогда как на Механическом заводе осталось производство боеприпасов, крупнокалиберных пулемётов и автоматических пушек.

## Продукция
- Находились в производстве ранее:
  - ручной пулемёт ZB 1930 — по чехословацкой лицензии.
  - пистолет-пулемёт «Орита» М1941[англ.]
  - пистолет ТТ-Cugir
  - Пистолет «Карпаты» образца 1974 года (Pistol Carpați Md. 1974)
  - Пистолет образца 1995 года (Pistol Md. 1995)
  - Автомат образца 1963 года (PM Md. 1963) — копия советского АКМ.
  - Автомат образца 1986 года (PA Md. 1986) — копия советского АК-74.
  - PSL — снайперская винтовка сконструированная на основе РПК.

- Текущее производство[15]:
  - Пистолет образца 2000 года (Pistol Md. 2000)
  - Пистолет-пулемёт образца 1996 года (PM Md. 1996)
  - DȘKM — копия советского пулемёта ДШКМ.
  - KPVT — копия советского пулемёта КПВТ.
  - GȘ-23 — копия советской авиационной пушки ГШ-23.
  - 40-мм автоматический гранатомёт
  - Патроны калибра 5,56×45 мм, 7,62×51 мм, 12,7×99 мм, 12,7×108 мм, 14,5×114 мм.
  - Патронные ленты и оружейные магазины.